# NGC 2747
NGC 2747 este o galaxie spirală situată în constelația Racul. A fost descoperită în 29 martie 1865 de către Albert Marth.